# ダッシュ (洗剤)
ダッシュは、ライオンが、1967年から2001年まで発売していた洗濯用洗剤である。1977年に液体洗剤が発売され、第1期の終わりまで粉末と液体の2種類が販売されていた。
発売当初から綿、麻、合成繊維用であった。パッケージは主にうすい水色で、第2期はプラスチックのふたがついていた。全自動用Dashは、最小使用量が25g（水30Lに対して）。
後述するが、現在は業務用洗剤のブランドして存続する。

## 配合成分
- 界面活性剤
- α-オレフィンスルホン酸塩（AOS）
- 蛍光増白剤
- 漂白剤
- 酵素

## 商品概要・歴史
沿革
第1期
1967年 - 大型洗剤として発売開始。世界で初めてのAOS系洗剤であった。
1968年 - 改良（組成）。
1971年 - 改良（組成、デザイン）。
1974年 - 改良（組成、デザイン）。
1976年 - コンパクト洗剤「ダッシュ25」発売。
1977年 - 「液体ダッシュ」発売。
1978年 - 「ダッシュ」（大型洗剤）、「ダッシュ25」ともに製造終了。
1982年6月 - 「ダッシュ」改良（組成、デザイン）。
1982年9月 - 「ダッシュ スポット・クリーニング」発売。
1985年 - 粉末と液体ともに製造終了（ブランド消滅）。
第2期
1989年 - コンパクト洗剤「全自動用Dash」発売（ブランド復活）。
1990年7月 - 改良（組成）。
1991年8月 - 袋入り洗剤「低音ダッシュ」発売。
1992年3月 - 改良（組成、デザイン）。
1993年5月 - 液体「ウエットダッシュ」発売。
1994年10月 - 液体「ハードダッシュ」発売。
1995年2月 - 「漂白ダッシュ」発売（組成、デザイン、使用量）。
1996年1月 - 「スーパーダッシュ」発売（組成、デザイン）。
1999年9月 - 改良（組成、デザイン）。
2001年3月 - 「ブルーダイヤ」に統合される形で、発売を終了した。

## ラインナップ
第1期
- ダッシュ
- ダッシュ25
- 液体ダッシュ
- ダッシュ スポット・クリーニング
このシリーズでは初の酵素入り洗剤。

第2期
- 全自動用Dash
全自動洗濯機に対応した粉末洗剤。1992年3月、漂白剤配合でリニューアル。
- 低温ダッシュ
- 漂白ダッシュ
1回の使用量が20gの製品。
- ウェットダッシュ
- ハードダッシュ
- スーパーダッシュ
全自動やドラム式など「少ない水で効率良く洗う」洗濯機に対応した。泡立ちを抑えて洗浄力を高める成分「スーパーノニオン」を配合。群青のパッケージ。
大容量の全自動やドラム式のユーザーは1ヶ月で約40回洗濯している、この商品は、こうしたユーザーの選択行動に合わせた使いでのある1.8kgサイズ。

### 初代ダッシュ
高性能洗剤として発売され、これまでの洗剤には入っていない成分「ボラックス」を配合した洗剤。100円、200円、500円の3つのタイプがあった。
<洗う力>がたくましい！
当社と米・英の共同研究で開発された新原料「アルファ・オレフィン」を使った洗たく力の強い洗剤。せんいの奥深くからヨゴレを浮かす力があります。だから、ガンコなヨゴレも落ちるのです。
3回洗っても洗える
スタミナがあります。一度使った洗たく液をお捨てになってはもったいないほど。2度、3度とお使いになれます。洗剤をつぎ足す必要もありません。しかも、お洗たく時間も短い。早くすすみます。
せんいにやさしいボラックス配合
アルファ・オレフィンの力をさらに強め、せんいのしなやかさを守ります。ボラックスはアメリカの主婦の秘密品。洗剤にかならず加えて洗っています。洗い上がりがふんわり……
ニガ手はありません
どろんこのジーパン、ウールのセーター、ナイロンのランジェリー、すべてのせんいを洗う万能洗剤です。

## キャッチコピー
- 1967年 - 1968年　叱らないで…ダッシュがバリバリ洗います！
- 1968年 - 1970年　頼りになる洗剤・ダッシュ！
- 1977年 - 1980年　キャップ一杯、汚れをダッシュ。
- 1989年 - 1992年　洗うの、早い。すすぐの、早い。溶けるの、早い。

## CM
『ヘーイ、ミスター・ダッシュ』
作詞 - 水木ひろし（桜井順のペンネーム）、作曲 - 桜井順、歌 - ハニーナイツ、高橋和枝、田上和枝。最初のCMで、CMソングとして使われた曲。
歴代CM出演タレント
佐々木信也(液体ダッシュ、1977年 - 1980年)
細野晴臣（全自動用Dash、1989年 - 1990年） - 細野晴臣の出演するCMは2本あった。通りかかって洗濯している主婦に質問した後に「もったいない」と言うものと、青背景のものであるが、後者の方は「これいいな! ライオンの新生活用品」というロゴ背景をオチとしている。
坂口良子（ダッシュ、1993年）

## 業務用
現在の「ダッシュ」はライオンハイジーンからクリーニングやリネンサプライ向けの業務用洗剤として発売されている。
- 低温ダッシュ - リネンサプライ用粉末タイプ
- 無りんダッシュ ダブルコーソ - ランドリー用強力粉末タイプ
- 無蛍光ダッシュ ダブルコーソ - 「無りんダッシュ ダブルコーソ」の無蛍光タイプ
- 液体ハードダッシュ - ハード汚れ用液体タイプ
- 液体ウェットダッシュ - ウール洗い用液体タイプ